# Genter Pazifikation
Die Genter Pazifikation ist ein am 8. November 1576 in Gent abgeschlossener Vertrag, durch den Holland und Zeeland und die südlichen Provinzen sich gegenseitig Hilfe versprachen, um die spanischen Truppen vom niederländischen Boden zu vertreiben.
Bald nach dieser Vertragsunterzeichnung traten auch die übrigen nördlichen Provinzen der Genter Pazifikation bei. Der Generalstatthalter Juan de Austria musste im so genannten Ewigen Edikt von Marche-en-Famenne am 12. Februar 1577 die Pazifikation gutheißen, worauf die Spanier das Land verließen.